# AgustaWestland AW189
El AgustaWestland AW189 es un helicóptero producido por la compañía Leonardo (anteriormente AgustaWestland, que se fusionó con la nueva Finmeccanica, que se ha cambiado el nombre en Leonardo a partir de 2017) para uso civil. Se trata de un helicóptero de tamaño medio de 19 plazas, bimotor y polivalente. Comparte similitudes con el modelo AW169 y AW139.

## Diseño y desarrollo
El lanzamiento del AW189 tuvo lugar durante el Salón Aeronáutico de París de 2011, realizando su primer vuelo el 21 de diciembre de 2011, desde las instalaciones de la compañía situadas en Cascina Costa, Italia.  El AW189 es el desarrollo civil del helicóptero militar AW149, el cual a su vez es un derivado de mayor tamaño del AW139.
El AW189 fue desarrollado como un helicóptero con un peso máximo al despegue de 8.300kg, lo cual permite ser usado como helicóptero de apoyo a plataformas offshore, en tareas de búsqueda y rescate y en el transporte de pasajeros.
Junto a los modelos AW139 y AW169 el AW189 forma parte de una familia de helicópteros que tiene una base común empleada en el desarrollo. Tiene como objetivo contener gastos de mantenimiento y producción a la vez que ayuda a los clientes finales a administrar su uso. Tiene ventajas únicas como la estandarización de cabinas, sistemas a bordo y su mantenimiento o procedimientos operativos de los pilotos que aumentan la versatilidad para flotas y la seguridad de vuelo.
La seguridad es el punto fuerte de este modelo, de ahí que Finmeccanica se centrara en los niveles operativos en caso de pérdida total de aceite desde las primeras etapas de desarrollo. Posee mayor tiempo de vuelo en caso de perdida de aceite, 50 minutos, superando los 30 minutos previstos por las autoridades certificadoras (prueba de pérdida de aceite de la EASA de la caja de cambios principal del helicóptero). Esta capacidad le ha convertido en uno de los helicópteros más populares en operaciones en alta mar. Pero, por otro lado, también ha tenido éxito en transporte SAR (Misión de búsqueda y rescate) y VIP.
Esta prueba se realiza porque la EASA estableció que un sistema de lubricación de una aeronave que pudiera sufrir un aterrizaje forzoso en tierra hostil o un amaraje en alta mar es clasificado como peligroso y requiere cumplir requisitos mínimos de seguridad.

## Componentes
··
 Estados Unidos -  Francia -  Italia

### Electrónica
| Sistema                                                       | País              | Fabricante            | Notas |
| ------------------------------------------------------------- | ----------------- | --------------------- | ----- |
| Red de datos                                                  |                   |                       | AFDX  |
| Sistema de protección limitada contra el hielo (LIPS, opción) | Bandera de Italia | Leonardo-Finmeccanica |       |
| Sistema de protección completa contra el hielo (FIPS, opción) | Bandera de Italia | Leonardo-Finmeccanica |       |

### Propulsión
| Sistema        | País                      | Fabricante       | 'Notas                |
| -------------- | ------------------------- | ---------------- | --------------------- |
| Motor (opción) | Bandera de Francia        | Safran           | 2 × Aneto-1K (914 kW) |
| Motor (opción) | Bandera de Estados Unidos | General Electric | 2 × CT7-2E1 (1395 kW) |
| APU            | Bandera de Francia        | Safran           | 1 × e-APU (60 kW)     |

## Especificaciones (AW189)
Referencia datos: Folleto del AW189,
Productos AW189,
ROTORCRAFT FLIGHT MANUAL AW189. 31 JANUARY 2015
La EASA certifica la variante SAR del AgustaWestland AW189,

### Características generales
- Tripulación: 1 piloto (2 para vuelo IFR)
- Capacidad: hasta 19 personas, o carga equivalente
- Longitud: 17,60 m
- Diámetro rotor principal: 14.6 m
- Altura: 5.16 m
- Peso máximo al despegue: 8.300 kg (8.600 kg para la versión AW189K)

### Rendimiento
- Velocidad nunca excedida (Vne): 169 KIAS, 87 m/s (en AEO); 139 KIAS, 71.5 m/s (en OEI); 120 KIAS, 61.7 m/s (en Power off)
- Velocidad crucero (Vc): 287 km/h (178 MPH; 155 kt)
- Alcance: 5 horas y 40 minutos (1111 km)
- Techo de vuelo: 3048 ft (10000 m) / AW189 con motores GE CT7-2E1: 4572 m (15000 ft)

### Otros
- Número de palas: 5
- Diámetro del rotor secundario: 2.9 m
- Distancia entre rotores: 8.853 m
- Velocidad de rotación del rotor principal: 284.75 rpm (29.82 rad/s)

### Desarrollos relacionados
- AgustaWestland AW139
- AgustaWestland AW149

### Aeronaves similares
- Bell 525
- Eurocopter EC175
- Sikorsky S-70

### Secuencias de designación
- Aeronaves civiles de AgustaWestland: AW109 · AW119 · AW139 · AW169· AW189 · AW609